# Geheime Melodie
Geheime Melodie (englischer Originaltitel: The Mission Song) ist ein Spionageroman des britischen Schriftstellers John le Carré aus dem Jahr 2006. Die deutsche Übersetzung von Sabine Roth und Regina Rawlinson erschien im selben Jahr. Vor dem Hintergrund der Kongokriege zeigt der Roman am Beispiel einer internationalen Konferenz die Verstrickungen von politischen und Wirtschaftsinteressen in die Machtverhältnisse der Demokratischen Republik Kongo auf. Ein britischer Dolmetscher mit kongolesischen Wurzeln steht plötzlich vor der Aufgabe, einen Krieg zu verhindern.

## Inhalt
Aus Bruno Salvador, genannt „Salvo“, dem Sohn eines katholischen irischen Missionars und einer kongolesischen Häuptlingstochter, ist nach einer Kindheit in afrikanischen Waisenheimen ein überaus angepasster und patriotischer britischer Bürger geworden. Seine Ehefrau Penelope stammt aus der englischen Oberschicht, doch die Liebe zwischen beiden ist längst erkaltet. Sie macht ihrem Chefredakteur Fergus Thorne, genannt „Thorne the Horn“, schöne Augen, und er tröstet sich mit einer aus dem Kongo stammenden Krankenschwester namens Hannah. Beruflich ist Salvo ein vielgefragter Dolmetscher, dessen Spezialität die zahlreichen Sprachen des östlichen Kongo sind. Hin und wieder hat auch der britische Geheimdienst schon auf seine Fähigkeiten zurückgegriffen. So bedeutet es keine große Überwindung für Salvo, als ihn Mr. Anderson aus dem Verteidigungsministerium für einen mehrere Tage währenden Spezialauftrag rekrutiert.
Organisiert von einem namenlosen Syndikat internationaler Wirtschaftsunternehmen unter Führung Lord Brinkley of the Sands findet auf einer der nördlichen britischen Inseln ein geheimes Treffen statt, bei dem die Zukunft des Kongos beraten wird. Hoffnungsträger für eine friedliche Zukunft ist der „Mwangaza“ („Lichtbringer“), ein Professor für kongolesische Geschichte mit der charismatischen Ausstrahlung eines Einsteins, der Führer des „Pfades der Mitte“. Mittels eines Aufstandes in Kivu soll er noch vor den Wahlen inthronisiert werden, um Stabilität und Wohlstand im Land zu schaffen. Für diesen Plan erhofft man sich die Zustimmung dreier geladener Gäste: der Milizenführer Dieudonné der Banyamulenge und Franco der Mai-Mai, sowie des kongolesischen Geschäftsmanns Luc, dem halb Goma gehört, und der krankheitshalber von seinem Sohn Honoré Amour-Joyeuse, kurz „Haj“, vertreten wird, einem Absolventen der Pariser Sorbonne.
Salvos Aufgabe ist zweigeteilt: Vordergründig arbeitet er als Dolmetscher während der Konferenz, hinter den Kulissen belauscht er die privaten Gespräche der Teilnehmer und gibt die gewonnenen Informationen an seinen Führungsoffizier Colonel Maxie und den außerhalb jeder Hierarchie stehenden Berater Philip weiter. Trotz verstörender Details über die geplante kriegerische Auseinandersetzung, bleibt er patriotisch und vertraut auf einen guten Ausgang. Einzig Haj scheint das Gelingen der Konferenz torpedieren zu wollen. Er hinterfragt die Absichten des Mwangaza, spricht dessen Absprachen mit den „Profitgeiern“ in Kinshasa ebenso an wie die ausgehandelten Abbaurechte des Syndikats an Gold, Diamanten und dem heißbegehrten Coltan. Sein Gegenmodell zu einem verlustreichen Krieg in Kivu, von dem nur das Wirtschaftssyndikat, nicht jedoch die einheimische Bevölkerung profitieren werde, besteht in der Aussöhnung mit Ruanda und einer gemeinsamen Wirtschaftsföderation.
In der nächsten Verhandlungspause wird Salvo Ohrenzeuge, wie Haj von Felix Tabizi alias „Tabby“, dem Sekretär des Mwangaza, gefoltert wird, um seine Hintermänner zu erfahren. Tatsächlich stellt sich heraus, dass auch Haj nur als Marionette eines niederländisch-amerikanischen Konsortiums fungiert, das unter der Vormacht Ruandas den Kongo auszubeuten hofft. Mit drei Millionen Dollar, die Philip bei Lord Brinkley persönlich beantragen muss, wird schließlich auch Haj gekauft, und dem gemeinsamen Pakt steht nichts mehr im Weg. Nur Salvo ist verstört von dem Gehörten und nimmt heimlich die Abhörbänder an sich, bevor die Delegation, müde und erleichtert nach der erfolgreichen Übereinkunft, nach London zurückfliegt.
Mit seiner Geliebten Hannah bespricht er, wie er dem geplanten Putsch und der Ausbeutung des Kongos zuvorkommen kann. Während Hannah sich an Baptiste, den Londoner Vertreter des Pfades der Mitte wenden will, vertraut Salvo einzig Lord Brinkley, einem Adeligen von so untadeligem Ruf, dass nichts anderes vorstellbar ist, als dass er vom Syndikat hintergangen wird. Doch Baptiste ist offensichtlich bestochen, und Lord Brinkley verleugnet dreist jegliche Kenntnis von den Vorgängen auf der Insel. Salvo weiß sich keinen anderen Rat mehr, als sein gesammeltes Wissen niederzuschreiben und in einem J’accuse-Brief an Mr. Anderson zu übergeben, doch auch der scheinbar so ehrenhafte Beamte enttäuscht ihn und will nur die Beweismittel an sich bringen. Hannah begreift schließlich, dass Haj dem abhörenden Salvo mit seinem unbegreiflichen Gesang nach der Folterung eine Botschaft zukommen lassen wollte, und sie sendet die Tonbandbeweise an den Kongolesen.
Am nächsten Tag erfahren sie aus den Nachrichten, dass ein Putsch in Kivu vereitelt worden ist. Unter den Gefangenen befindet sich der Mwangaza und Maxie. Die britische Regierung streitet jede Beteiligung an den Vorgängen ab. Allerdings wird Hannah postwendend in den Kongo abgeschoben, weil sie sich in England illegal politisch betätigt habe. Salvo hingegen erkennt man die britische Staatsangehörigkeit ab, die wegen des Verschweigens seines Vaters aus Angst vor Sanktionen der katholischen Kirche betrügerisch erschlichen worden sei. In Auslieferungshaft kann es Salvo kaum erwarten, die einstige britische Heimat zu verlassen, um wieder mit Hannah vereint zu sein. Er erhält einen Brief Hajs, in dem ihm dieser Unterstützung im Kongo zusagt, obwohl die Tonbänder nicht notwendig gewesen wären, seinen Vater von den finsteren Absichten des Mwangaza zu überzeugen und zu Gegenmaßnahmen zu bewegen. Die drei Millionen Bestechungsgeld hat er an wohltätige Organisationen gespendet.

## Hintergrund
Wenige Monate nach Erscheinen des Vorgängerromans Absolute Freunde, als le Carré nach einem neuen Thema für einen Roman Ausschau hielt, machte im März 2004 ein Vorfall vom afrikanischen Kontinent Schlagzeilen: In Harare, der Hauptstadt Simbabwes, wurde eine Gruppe schwer bewaffneter Söldner unter der Leitung Simon Manns festgenommen, weil sie einen Putsch gegen den Diktator von Äquatorialguinea Teodoro Obiang Nguema Mbasogo planten. Als Gegenleistung waren den Finanziers der Söldner Rechte zur Ölförderung versprochen worden. Besonderes Aufsehen erregte in der britischen Öffentlichkeit die Beteiligung von Mark Thatcher, dem Sohn der ehemaligen Premierministerin Margaret Thatcher.
Nach Der ewige Gärtner war le Carré sehr angetan von der Idee, einen zweiten Roman mit Bezug zu Afrika zu schreiben, insbesondere über die Ausbeutung der afrikanischen Bodenschätze durch weiße Eindringlinge. Er versetzte das Thema eines Putsches durch gedungene Söldner aus wirtschaftlichem Gewinnstreben in den Kongo, einen Staat zwischen Bodenschätzen, Gewalt und Korruption, der schon durch Joseph Conrads Herz der Finsternis literarisch verewigt worden war (Le Carré verwies auf den Klassiker in einem Epigraph). Obwohl die Handlung ausschließlich auf britischem Boden stattfindet, wollte le Carré sie durch lebendige Eindrücke aus dem Kongo anreichern. Da er das Land nicht aus erster Hand kannte, verpflichtete er die Journalistin Michela Wrong als Beraterin. Im April 2006, als die Arbeit am Buch bereits dem Ende zuging, bereiste le Carré gemeinsam mit Wrong und Jason Stearns doch noch das Land.
Während le Carré mit einer korrekten Darstellung der kongolesischen Warlords rang, fiel ihm die Figur des Ich-Erzählers, des Dolmetschers Salvo, wesentlich leichter. Aufgrund seiner fließenden Deutschkenntnisse hatte er in seiner Zeit im diplomatischen Dienst selbst oft als Dolmetscher gedient. An der Tätigkeit faszinierte ihn, dass sie eine Brücke zwischen den Kulturen schlägt. Neben dem beruflichen Hintergrund verlieh le Carré Salvo auch, wie vielen seiner Protagonisten, Elemente seiner eigenen Biografie: Beide wuchsen ohne Mutter und mit abwesendem Vater auf, beide waren in ihrer Kindheit von Geistlichen umgeben, beide besuchten Internate. Nach Veröffentlichung des Romans beschrieb le Carré Salvo als „einen Mischling, der zwischen den Welten gefangen ist, darum kämpft, das Richtige zu tun, ein wenig begriffsstutzig bezüglich vieler Dinge, überstürzt in der Liebe, voller Verlangen zu dienen, aber wem zu dienen? Ich kann nicht so tun, als wäre er nicht wie jemand, den ich ziemlich gut kannte, als ich jung war: ich selbst.“

## Ausgaben
- John le Carré: The Mission Song. Hodder & Stoughton, London 2006, ISBN 0-340-92196-X.
- John le Carré: Geheime Melodie. Aus dem Englischen von Sabine Roth und Regina Rawlinson. List, Berlin 2006, ISBN 3-471-79547-2.
- John le Carré: Geheime Melodie. Lesung von Claude-Oliver Rudolph. Delta Music, Frechen 2007, ISBN 978-3-86538-638-0.

## Rezensionen
- Ulrich Baron: Der Mann, den es nicht gibt. In: Die Welt vom 28. Oktober 2006.
- Anne Chaplet: Schmutzige Tricks um politische Macht. In: Focus vom 30. Januar 2007.
- Sabine Hamm: Multinationale Gier. In: Deutschlandfunk vom 20. November 2006.
- Johannes Kaiser: Skrupelloser Kampf um Rohstoffe. In: Deutschlandradio Kultur vom 16. November 2006.
- Matthias Matussek: Erzählen auf Leben und Tod. In: Der Spiegel vom 11. September 2006.
- Lothar Müller: Keine Reise nach Afrika. In: Süddeutsche Zeitung vom 2. November 2006.